# Ren'yō-kei
Le ren'yō-kei (連用形) est l'une des six formes de base du verbe japonais. Il est traditionnellement placé en deuxième position dans les tableaux de conjugaison.

## Terminologie et signification
Le ren'yō-kei est connu sous différents noms, dont « forme conjonctive», « base en -i » et « forme suspensive », ainsi que les dénominations anglaises « verb stem » (« radical verbal »), « -masu stem » (« radical de -masu ») et « pre-masu stem » (« radical pré-masu ») notamment.
Le mot ren'yō-kei (連用形) est composé de trois éléments : ren (連, « à la suite, successif, lié »), yō (用, « usage, emploi ») qui ici est une abréviation de yōgen (用言, « mot déclinable ») et le suffixe -kei (形, « forme [grammaticale] »). Cela signifie qu'à l'origine il était utilisé devant des mots déclinables (verbes, adjectifs et auxiliaires verbaux), bien que ce ne soit pas le cas lorsqu'il est employé comme nom commun ou pour connecter deux propositions.

## Formation
La partie en minuscules correspond au radical, et la partie en majuscules à la désinence.
|                       | Godan             | Ichidan en -iru       | Ichidan en -eru         | Irréguliers        | Irréguliers        |
| Forme du dictionnaire | yomU (読む, lire) | miRU (見る, regarder) | tabeRU (食べる, manger) | sURU (する, faire) | kURU (来る, venir) |
| Ren'yō-kei (連用形)   | yomI (読み)       | mi (見)               | tabe (食べ)             | SHI/ sI (し)       | kI (き)            |

Comme on peut le voir, le ren'yō-kei correspond au radical des ichidan, et au radical plus la voyelle « i » pour tous les autres verbes.

## Emplois

### Substantivation
Il peut servir à former des noms communs à partir de n'importe quel verbe, du moins théoriquement. Certains de ces noms sont très couramment usités, comme hanashi (話, « histoire, discussion »), du verbe hanasu (話す, « parler ») (bien que dans ce cas-ci, on ne marque généralement pas l'okurigana, ce qui rend moins claire la relation entre ren'yō-kei et nom commun), ou nagame (眺め, « vue, panorama »), du verbe nagameru (眺める, « contempler, regarder »).
Cette fonction de substantivation est aussi mise à profit dans certaines tournures de keigo : la forme honorifique du verbe yomu (読む, « lire ») par exemple est « o-yomi ni naru », où « yomi » est un nom.
On le retrouve aussi dans la construction « ren'yō-kei + particule ni + verbe de déplacement », qui signifie « aller/venir [etc.] faire quelque chose », ainsi que dans la construction « ren'yō-kei + particule wa + shinai » qui est une forme accentuée de la forme négative simple d'un verbe.
Exemple : Sushi wo tabe ni iku (寿司を食べに行く) = « aller manger des sushis » ;
Wasure wa shinai (忘れはしない) = « je n'oublierai pas / je m'en souviendrai ! » (laissant sous-entendre une vengeance de quelque sorte).

### Connexion
Le ren'yō-kei peut lier deux mots ou propositions entre eux.

#### Entre deux mots
Le nombre de mots d'origine japonaise (par opposition aux deux autres grand types de mots que sont les mots d'origine chinoise et plus généralement les mots d'origine étrangère) est assez réduit et ces mots ont souvent un champ sémantique relativement étendu ; il a donc fallu que le japonais se dote d'un moyen de restreindre le champ sémantique de certains mots ainsi que de créer de nouveaux mots là où il en manquait : c'est l'une des fonctions du ren'yō-kei lorsqu'il sert à former des mots composés, soit à partir d'un verbe et un nom, soit à partir de deux verbes.
Quand il relie un verbe à un nom, il est difficile de formuler des règles sur la relation qui unit ces deux composantes. On peut citer tabe-mono (食べ物, « aliment »), composé du ren'yō-kei de taberu (食べる, « manger ») et du nom mono (物, « chose », littéralement « chose que l'on mange »). Un autre exemple : ne-gao (寝顔) que l'on peut traduire par « visage de quelqu'un qui dort », du ren'yō-kei de neru (寝る, « dormir ») et du nom kao (顔, « visage »), ici sous la forme gao en raison du rendaku.
En connectant deux verbes, on peut spécifier le sens du premier par le second. Dans ce cas, le verbe conjugué au ren'yō-kei occupe la première place, comme dans mi-ushinau (見失う, « perdre de vue »), composé du ren'yō-kei de miru (見る, « voir ») et de ushinau (失う, « perdre »), où le second verbe spécifie le sens du verbe principal. Il n'est d'ailleurs pas exclu d'employer dans un même mot composé plusieurs fonctions de cette forme. On peut citer comme exemple hiki-dashi (引き出し, « retrait [d'argent], tiroir »), nom commun composé des ren'yō-kei de hiku (引く, « tirer, attirer ») et de dasu (出す, « sortir, extraire »), où le premier lie les deux verbes, et le deuxième substantive le composé.
Il peut également accueillir un grand nombre de suffixes, qui sont par ailleurs des auxiliaires verbaux (leur fonction est proche des semi-auxiliaires français) et dérivent souvent de verbes ou d'adjectifs ; ils se conjuguent donc comme tels. Il est à noter qu'ils s'écrivent généralement en kanas. En voici une liste non exhaustive :
- « -masu » (ます?) : sert à construire la forme polie des verbes. Conjugaison irrégulière. Exemple : Ashita resutoran de tabe-masu (明日レストランで食べます?) = « Demain, je mangerai au restaurant » ；
- « -tai » (たい?) : exprime le désidératif. Se conjugue comme un adjectif en « -i ». Exemple : Tabe-takatta ga, mou onaka ippai datta n'da (食べたかったが、もうおなかいっぱいだったんだ?) = « J'avais envie de manger, mais j'étais déjà rempli » ;
- « -hajimeru » (始める?) : indique le commencement d'une action. Se conjugue comme un ichidan. Exemple : Tabe-hajimeta (食べはじめた?) = « Je commençai à manger » ;
- « -owaru/oeru » (終わる/終える?) : indique la fin d'une action. Oeru met l'accent sur la volonté de celui qui accomplit l'action. Owaru se conjugue comme un godan, oeru, comme un ichidan. Exemple : Tabe-owaru (食べおわる?) = « Finir de manger » ;
- « -tsuzukeru » (続ける?) : indique qu'une action se poursuit. Se conjugue comme un ichidan. Exemple : Tabe-tsuzukete shimatta (食べつづけてしまった?) = « J'ai [malheureusement] continué à manger » ;
- « -Yagaru » (やがる?) : indique le mépris de la part du locuteur envers le sujet du verbe et l'action qu'il accomplit. Se conjugue comme un godan. Exemple : Zenbu tabe-yagatta (全部食べやがった。?) = « Il a tout bouffé ! » ;
- « -sugiru[2] » (過ぎる?) : exprime l'excès. Se conjugue comme un ichidan. Exemple : Tabe-suginai you ni shite kudasai (食べすぎないようにしてください?) = « Essayez de ne pas trop manger » ;
- « -nikui » (難い?) : exprime la difficulté d'accomplir une action. Se conjugue comme un adjectif en « -i ». Exemple : О̄ki-sugite[2] tabe-nikui (大きすぎて食べにくい?) = « C'est difficile à manger parce que c'est trop gros » ;
- « -yasui » (易い?) : exprime la facilité d'accomplir une action. Se conjugue comme un adjectif en « -i ». Exemple : Amakute tabe-yasui (甘くて食べやすい?) = « C'est facile à manger parce que c'est sucré ».

#### Entre deux propositions
L'un des emplois de la forme en « -te » est de lier deux propositions, qui autrement constitueraient deux phrases à part entière. C'est justement l'une des fonctions du ren'yō-kei, que l'on emploie plutôt dans des situations formelles, notamment dans les journaux (papier ou télévisés).
On peut généralement le traduire par « et ».
Exemple : Mainichi roku ji ni okimasu. Soshite, asagohan wo tabemasu. (毎日六時に起きます。そして、朝ごはんを食べます。) « Je me lève tous les jours à 6 heures. Puis je prends mon petit déjeuner. » (deux phrases indépendantes.)
Mainichi roku ji ni oki, asagohan wo tabemasu. (毎日六時に起き、朝ごはんを食べます。) « Je me lève tous les jours à 6 heures et je prends mon petit déjeuner. » (deux propositions liées par le ren'yō-kei.)

## Résumé
Le ren'yō-kei peut :
1. substantiver des verbes, notamment employés dans certaines tournures du keigo ;
2. connecter deux propositions de la même façon que la forme suspensive en « -te » ;
3. servir à former des verbes composés ;
4. accueillir un grand nombre de suffixes, notamment l'auxiliaire « -masu » pour créer la forme polie des verbes.